# Xian de Yangxi
Le xian de Yangxi (阳西县 ; pinyin : Yángxī Xiàn) est un district administratif de la province chinoise du Guangdong. Il est placé sous la juridiction de la ville-préfecture de Yangjiang.

## Démographie
La population du district était de 452 093 habitants en 1999.